# Ira Rap
IRA RAP es un grupo español de rap feminista formado por Medea, Raisa, Sátira y Elvirus. Las cuatro integrantes se identifican como feministas y antifascistas. Sus letras se centran en el feminismo y la crítica social. En ellas hablan sobre mujeres maltratadas cuya historia ha sido silenciada, la violencia sexual, critican el machismo existente en el mundo del Rap y dentro de la militancia antifascista. El nombre del grupo hace referencia a la necesidad de una respuesta contundente hacia la violencia que sufren las mujeres en base a su género.

## Historia
Las integrantes del grupo se conocieron mediante la militancia antifascista y feminista. Comenzaron en el mundo de la música ante la necesidad de darle una perspectiva de género al rap. Su proyecto se centra en la resistencia juvenil, es un proyecto profesional y social que comenzó a raíz del activismo de barrio en los centros sociales. El grupo es una herramienta para hacer pedagogía, dar difusión y concienciar a las mujeres para que puedan reconocer los focos de opresión que sufren y sientan identificadas con sus estrofas.
"Arte y Terrorismo" (2016)
Fue la primera maqueta del grupo creada en un momento de unión en el que cuatro amigas comenzaron a dar forma a la rabia que habían interiorizado durante años contra el sistema. Con bases encontradas en Youtube, pequeñas cooperativas y grabando en casa consiguieron crear sus primeras 7 canciones: Akelarre, Argumentos, La ira de Toffana, En la boca del lobo, Rota la baraja, Libéralo y Soy.
"Los Borbones son unos Ladrones" (2018)
El grupo participó en la canción creada en colaboración con varios artistas de la escena rap en solidaridad con Valtònyc, condenado a 3 años de prisión, bajo el lema "rapear no es delito".
"Rap save the Queen" (2018)
Es su trabajo más personal. En él se reflejan las vivencias de las cuatro artistas, pasan de tratar la cuestión de género como un todo a reflejar sobre las bases la realidad desde su punto de vista con respecto a la amistad, el amor o sus barrios. Este disco cuenta con 8 canciones: Rap Save The Queen, Así se Templó el Acero, Jurao, Parabellvm, Revueltita, Chándal y Encaje, Ladra y Peligro.

## Arte

### Estilo musical
Su estilo principal es el Rap Hardcore. Es su estilo más marcado y a la vez explora otro tipos de registros para no encasillarse únicamente en él.

### Influencias
Gata Cattana, Rosalía, Rebeca Lane, Ariana Puello, La Mala Rodríguez, Ly Raine, Le Fay, Flavia, Penadas por la ley, Oi Friegas tú, Perra Vieja, La Furia, De espaldas al 
patriarcado, Sara Hebe, A flor de Piel y DJ Marta.

## Discografía
Arte y Terrorismo (2016)
| 1. | Akelarre 02:25            |
| 2. | Argumentos 02:39          |
| 3. | La ira de Toffana 03:27   |
| 4. | En la boca del lobo 03:25 |
| 5. | Rota la baraja 03:48      |
| 6. | Libéralo 03:19            |
| 7. | Soy 03:22                 |

Rap Save The Queen (2018)
| Rap Save The Queen     | 3:24 |
| Así Se Templó el Acero | 3:34 |
| Jurao                  | 3:42 |
| Parabellvm             | 4:38 |
| Revueltita             | 3:03 |
| Chándal y Encaje       | 2:30 |
| Ladra                  | 3:06 |
| Peligro                | 3:48 |

| El duelo - Intro                  | 3:41 |
| No pasarán - Fase I: Negación     | 2:49 |
| La inkisidkora - Fase II: La Ira  | 3:00 |
| Currando - Fase III: Negociación  | 5:20 |
| Como volando - Fase IV: Depresión | 4:24 |
| Black Jack - Fase V: Aceptación   | 4:23 |
| A pachas - Bonus I                | 2:41 |
| Las buenas - Bonus II             | 3:43 |